# Acriopsis densiflora
Acriopsis densiflora är en orkidéart som beskrevs av John Lindley. Acriopsis densiflora ingår i släktet Acriopsis och familjen orkidéer.

## Underarter
Arten delas in i följande underarter:
- A. d. borneensis
- A. d. densiflora